# Русские (организация)
«Ру́сские» (официальное название — «Этнополити́ческое объедине́ние „Ру́сские“») — российская националистическая организация, действовавшая в 2011—2015 годах. Провозглашала своей деятельностью отстаивание прав и интересов русского населения, как внутри страны, так и за её пределами. Объединение выступало за создание русского национального государства и правительства.
28 октября 2015 года Мосгорсуд признал движение «экстремистским» и запретил его деятельность на территории России. После этого организация объявила о самороспуске.

## Создание организации
Первая информация о решении создать новую русскую национальную организацию появилась на сайте ДПНИ (Движение против нелегальной иммиграции) в феврале 2011 года. 13 апреля появилась официальная информация организационного комитета, где было объявлено, что предполагается объединение русских национальных сил с целью осуществления единой эффективной политики и обеспечения общих, скоординированных действий. Данное заявление было принято скептически, так как большинство экспертов сходились во мнении, что подобная организация не может быть создана из-за отсутствия структурированной программы, а даже если таковая будет создана, то политического успеха иметь не будет из-за неширокой социальной базы, тем не менее некоторые политологи отметили, что у организации есть хорошие перспективы, так как, объединившись из разрозненных групп, альянс может получить большую поддержку у населения России. В СМИ утверждалось что новая организация будет называться «Русский народ», однако ни в одном из официальных сообщений и пресс-релизов самих националистов название новой организации не упоминалось. 25 апреля состоялось первое совещание Политического Совета создаваемой единой национальной русской организации.
3 мая состоялось второе совещание Политсовета на котором было решено принять название «Русские», были приняты важнейшие решения по созданию единой национальной русской организации.

## Структура и руководство
В этнополитическое объединение входили соратники двух националистических организаций — ДПНИ и Славянского союза, запрещённых судом. Также в организацию вошли «Национал-социалистическая инициатива», правое крыло общества «Память», сыктывкарское патриотическое движение «Рубеж Севера» и представители других, менее известных организаций. Организации «Русское Общественное Движение», «Русский Гражданский Союз», РНЕ, «Народное ополчение» не вошли в состав движения по причине нежелания участвовать в любого рода коалициях, тогда как движению «Народный собор» вообще не было предложено участвовать в объединении по причине того, что оно поддерживает деятельность государственных структур.
Согласно планам организаторов общее руководство движением должны были осуществлять Александр Белов, Александр Турик и Станислав Воробьёв. Коалиция подразделялась на несколько внутренних структур, регулировавших деятельность и внутреннюю жизнь организации:
- Совет нации — определял стратегию существования и деятельности объединения. Возглавлялся Александром Туриком, срок полномочий — один год.
- Высший Национальный Совет — орган, корректировавший стратегию деятельности и утверждавший годовые планы. Возглавлялся Дмитрием Дёмушкиным.
- Национальный Наблюдательный Совет — орган, представлявший интересы организации. Возглавлялся Александром Беловым.
- Национальный Политический Совет — орган, осуществлявший оперативное политическое руководство всей коалицией. Возглавлялся Владимиром Басмановым.
- Национальный Комитет Действий — орган, осуществлявший оперативное исполнительное руководство. Возглавлялся Дмитрием Дёмушкиным.
- Национальный Комитет Контроля — орган, осуществлявший контроль и мониторинг всех структур за соблюдением порядков и установлений. Возглавлялся Сергеем Городниковым.
- Высший Суд Чести — высшая внутренняя судебная инстанция. Председателем являлся Георгий Боровиков.

На момент функционирования Русские являлись крупнейшей организацией русских националистов.

## Основные цели объединения
Этнополитическое объединение ставило своей целью оказание помощи для формирования всеобщей русской солидарности, взаимодействия и взаимопомощи; в дальнейшем — создание парламентской партии националистического характера, выступающую за национальные интересы русского народа. В долгосрочной перспективе планировалось установление власти национального правительства легальным путём (через выборы) и провозглашение Русского национального государства.
Предполагалось создавать отделения организации во всех субъектах Российской Федерации за исключением Чечни, Ингушетии и Дагестана, где «русских просто нет».
По словам Дмитрия Дёмушкина «Есть коммунисты, либералы, бюрократы, „партия воров и жуликов“. А партии русских нет. Мы добиваемся всеобщей этнополитической русской солидарности».
В подробностях цели и стремления организации были изложены в манифесте, опубликованном после выступлений 11 июня 2011 года.

## Регионы
В Воркуте в рамках всероссийской акции «Стратегия-11» 11 мая прошёл Марш национал-патриотических организаций. В акции участвовала организация «Рубеж Севера», а также запрещённые организации ДПНИ и «Славянский союз», вышедшие под новым названием «Русские».
29 мая в Санкт-Петербурге прошла конференция лидеров движения Русские. На ней был представлен проект «Русское солнце» — социально-экономическая программа по трудоустройству и возрождению русских сел и возрождению собственного производства товаров.

## Акции и противодействие властей

### Пресс-конференция на Манежной площади 11 мая 2011 года
11 мая в 19:00 должна была пройти пресс-конференция на открытом воздухе, которую организовали лидеры организации «Русские» — Дмитрий Дёмушкин и Георгий Боровиков, по теме «Приведет ли ситуация с правами человека в России к повторению Египетского сценария».
Вечером 11 мая вся площадь была оцеплена полицией и ОМОНом.
Дмитрий Дёмушкин был схвачен при выходе из дома сотрудниками МВД, которые возили его долгое время в машине, вынули батарейку из телефона, и оставили на улице с вывихнутой ногой.
Георгий Боровиков был схвачен полицейскими и доставлен в отделение.
Представитель правозащитного центра «Русская власть» и пресс-секретарь движения «Русские» Елена Денежкина сообщила, что лидеры «Русских» задержаны, и пресс-конференцию можно считать состоявшейся, так как наглядный ответ на вопрос возможен ли египетский сценарий в России получен. Сразу после этих слов Елена была задержана и доставлена в полицейский автобус.
Правоохранительные органы заявили, что данная пресс-конференция была организована с целью обострить обстановку в Москве, надеясь воспользоваться неспокойной ситуацией футбольного матча Спартак — ЦСКА.

### Акции памяти в честь полковника Буданова
Организация «Русские» пыталась провести 11 июня 2011 года акцию памяти в честь убитого полковника Юрия Буданова на Манежной площади города Москвы, призвав радикально настроенные слои общества выйти на улицы. Органы обеспечения правопорядка в целях предупреждения массовых выступлений стянули в центр города несколько десятков автобусов с полицейскими и солдатами внутренних войск, водомёт, машины слежения, а также был развёрнут оперативный штаб для координации действий полиции и войск. После этого были проведены задержания представителей организации «Русские», которых замечали на подходах к площади. После проведения профилактических бесед задержанные были отпущены без предъявления обвинений и отправились к месту убийства полковника Буданова. Представители общественных организаций отметили после неудачной попытки националистов вывести народные массы на улицы, что созданное движение «Русские» не добавило силы националистическому движению в России, и повторение беспорядков декабря 2010 года невозможно. Президент Российского конгресса народов Кавказа Асламбек Пастачёв заявил, что деятельность организации националистов являются провокацией, нацеленной на формирование особого народного мнения к выборам и разжигания межнациональной розни.
20 июля, в 40-й день с момента убийства Юрия Буданова представители этнополитического объединения «Русские» возложили цветы и зажгли свечи у памятника Александру Суворову на Суворовской площади.

## После думских выборов 2011
4 декабря, в день выборов в Государственную думу, в 21:00, когда закрылись избирательные участки, в Москве состоялась несанкционированная акция националистического движения «Русские». Было распространено заявление о непризнании результатов выборов. Наряду с описанием механизмов фальсификаций, происходящих во время выборов, в нём содержался призыв к гражданам создавать органы самоуправления, которые будут отражать народные интересы. Александр Белов объявил о начале кампании «Путин, уходи». Акция протеста, в которой удалось принять участие нескольким сотням человек, вылилась в столкновение с ОМОНом. Были схвачены руководители «Русских» Александр Белов и Дмитрий Дёмушкин, Георгий Боровиков а также несколько десятков националистов. Руководитель запрещённой ДПНИ Владимир Ермолаев был задержан прямо на избирательном участке, где он находился в качестве наблюдателя.
3 мая 2011 года Главным следственным управлением Следственного комитета РФ в отношении Дмитрия Дёмушкина было возбуждено уголовное дело по ч. 1 ст. 282.2 УК РФ (организация деятельности экстремистской организации).
22 октября 2011 года в отношении Дёмушкина было возбуждено уголовное дело по двум статьям УК РФ: п. «а» ч.2 ст.282 (возбуждение ненависти либо вражды) и ч. 3 ст. 212 УК РФ (призывы к массовым беспорядкам и к насилию над гражданами). 7 марта 2013 года Дёмушкину было предъявлено окончательное обвинение по ч. 1 ст. 282.2 УК РФ (организация деятельности общественной организации, в отношении которой судом принято вступившее в законную силу решение о запрете деятельности в связи с осуществлением экстремистской деятельности).

### 2014
Мэрия Москвы опровергла заявление лидера объединения «Русские» Дмитрия Дёмушкина о том, что проведение «Русского марша» в этом году не было согласовано. Группе Николая Тишина [предложено] провести шествие от метро «Октябрьское поле» до станции метро «Щукинская», а группе заявителей во главе с Владленом Кралиным (псевдоним Владимир Тор) предложен маршрут шествия по улице Перерва до пересечения с Люблинской улицей.
В марте 2014 года мировой суд Останкинского района Москвы признал Дёмушкина виновным в организации экстремистского сообщества — движения «Славянская сила». Суд освободил Дёмушкина от наказания в связи с истечением срока давности совершения преступления, но приговорил к штрафу в 200 тысяч рублей.
Лидеру националистического движения «Русские» Александру Белову (Поткину) было предъявлено новое, более тяжкое обвинение по делу о хищении $5 млрд у БТА Банка.

### 2015
19 августа 2015 года на Александра Белова завели уголовное дело по 282-й статье УК РФ. поводом для возбуждения дела послужила экспертиза видеозаписи проекта «Срок» «Александр Белов-Поткин на разборке», согласно которой политик «осуществил призывы к экстремистским действиям». В сентябре ему предъявили обвинение в создании экстремистского сообщества, которое ставило целью свержение режима Нурсултана Назарбаева в Казахстане.
В окончательной редакции Поткин обвинялся по статьям 282 (разжигание межнациональной розни), 280 (создание экстремистского сообщества), 280.1 (публичные призывы к осуществлению экстремистской деятельности) и 174 УК РФ (легализация денежных средств, полученных преступным путём). Дело слушалось в Мещанском районном суде Москвы.
Митинг ЭПО «За честь и свободу», намеченный на 25 июля 2015 г., и направленный против использования труда заключённых частными коммерческими фирмами, против особого порядка делопроизводства по некоторым уголовным делам (возможность отстранения адвоката без согласия обвиняемого), разрешения сотрудникам тюрем бить заключённых за нарушения режима; и для поддержки политзаключённых, был запрещён; объявления в интернет заблокированы.

### 2016
Руководство ЭПО «Русские» всех уровней подверглось политическому преследованию со стороны правоохранительных органов РФ. Большинство находится под следствием или в вынужденной эмиграции: 24 августа 2016 года Александр Поткин был приговорён по обвинению властей Казахстана (гос. переворот, хищение) к 7,5 годам колонии общего режима и штрафу в 600 тысяч рублей, также был удовлетворён иск БТА-банка на сумму почти 5 млрд рублей, Дмитрий Дёмушкин находится под подпиской о невыезде по обвинению по части 1 ст. 282 УК (возбуждение ненависти либо вражды, а равно унижение человеческого достоинства) по факту перепоста фотографии в социальной сети в «ВКонтакте», с цитатой «Ради будущего рус* детей!», согласованного с полицией во время проведения марша, Владимир Басманов подвергался уголовным преследованиям и 16 апреля 2010 года был вынужден скрыться, заграницей совместно с политическими эмигрантами националистами принял решение создать новую националистическую организацию — Комитет «Нация и свобода» (КНС).
21 октября 2016 года во время подачи заявки на проведение «Русского марша» Демушкин был задержан и доставлен в суд, который избрал ему меру пресечения в виде домашнего ареста по уголовному делу об экстремизме[57]. 25 апреля 2017 года Нагатинским районным судом Москвы был приговорён к 2,5 годам лишения свободы[58]. Из исправительной колонии № 2 Демушкин вышел на 15 дней раньше истечения полного срока наказания по решению Петушинского районного суда Владимирской области от февраля 2019 года.